# FV430
FV430 — британська гусенична платформа, на базі якої створено низку спеціалізованих бойових машин. Найбільш поширеним варіантом платформи є бронетранспортер FV432.
FV430 є звичайною гусеничною машиною з ліворозташованим двигуном спереду. Люк для командира знаходиться безпосередньо за водієм. У задній частині розташовуються відкидні дверцята для десанту та (у більшості моделей) круглий отвір у даху десантного відділення. Вогневі отвори у машині відсутні. FV430 має плавучість і може пересуватися зі швидкістю 6 км/год по воді.
Озброєння FV430, як правило, складається з 7,62-мм кулемета L7.

## Варіанти
Варіанти гусеничної платформи FV430:
| FV431        |                | дослідна передсерійна модель |
| FV432 Mk I   |                | бронетранспортер |
| FV432 Mk II  |                | бронетранспортер |
| FV432 Mk III |                | бронетранспортер |
| FV432        | Wombat         | варіант зі 120-мм безвідкатною гарматою                                                                                                 |
| FV432        | Mine Layer     | мінний загороджувач |
| FV432        | Command        | командно-штабна машина |
| FV432        | Mortar carrier | 81-мм самохідний міномет |
| FV432        | Ambulance      | броньована медична машина |
| FV432-20     |                | з вежею від бронеавтомобіля Fox з 30-мм гарматою RARDEN                                                                                 |
| FV433        | Abbot          | 105-мм самохідна артилерійська установка                                                                                                |
| FV434        |                | броньована ремонтно-евакуаційна машина                                                                                                  |
| FV435        | Wavell         | броньована машина зв'язку |
| FV436        |                | командно-штабна машина |
| FV437        | Pathfinder     | дослідна модель розвідувальної машини                                                                                                   |
| FV438        | Swingfire      | самохідний протитанковий ракетний комплекс із ракетами Swingfire                                                                        |
| FV439        |                | броньована машина зв'язку |
| FV430 Mk 3   | Bulldog        | модернізований бронетранспортер від BAE Systems з новим двигуном та навісним динамічним захистом для лінійних частин Британської армії. |

## Україна
16 січня 2023 року Велика Британія оголосила про передачу Україні понад 100 одиниць броньованого транспорту, включно з FV430 Mk.3 Bulldog. Також Україна отримувала FV430 Mk 3 Bulldog, FV432 і FV434.